# Mounir Chouiar
Mounir Chouiar (Liévin, 23 de enero de 1999) es un futbolista francés que juega como atacante en el P. F. C. Ludogorets Razgrad de la Primera Liga de Bulgaria.

## Trayectoria
Chouiar debutó como futbolista profesional el 29 de julio de 2016, con el Racing Club de Lens, en un partido de Ligue 2 frente al Chamois Niortais Football Club.
Tras tres años en el Lens ficha, en 2019, por el Dijon F. C. O.

## Selección nacional
Chouiar ha sido internacional sub-16, sub-18, sub-19 y sub-20 con la selección de fútbol de Francia.

## Clubes
| Club                        | País     | Año       |
| --------------------------- | -------- | --------- |
| R. C. Lens                  | Francia  | 2016-2019 |
| Dijon F. C. O.              | Francia  | 2019-2022 |
| Yeni Malatyaspor (cedido)   | Turquía  | 2021-2022 |
| Estambul Başakşehir F. K.   | Turquía  | 2022-2023 |
| Kasımpaşa S. K. (cedido)    | Turquía  | 2023      |
| P. F. C. Ludogorets Razgrad | Bulgaria | 2023-     |
| Amiens S. C. (cedido)       | Francia  | 2024      |
| F. C. Zürich (cedido)       | Suiza    | 2024-2025 |